# Spartiates (Partei)
Spartiates (griechisch Σπαρτιάτες ‚Spartiaten‘) ist eine nationalistische und rechtsextreme politische Partei in Griechenland, die bei der Parlamentswahl im Juni 2023 erstmals ins griechische Parlament einzog.
Die Einstufung der politischen Ausrichtung der Partei ist in der griechischen Öffentlichkeit umstritten. Der Parteigründer Stingas wird in der griechischen Öffentlichkeit nicht als explizit rechtsextrem angesehen, jedoch ist der Parlamentseinzug nach allgemeinem Dafürhalten auf die Wahlempfehlung von Ilias Kasidiaris zurückzuführen, einem ehemaligen Spitzenfunktionär der neonazistischen Chrysi Avgi. 
Kasidiaris sprach die Wahlempfehlung für Spartiates aus, nachdem die Wahlteilnahme der von ihm gegründeten Partei Ethniko Komma-Ellines gerichtlich untersagt worden war. Einige der Parlamentarier der Partei Spartiates sollen, so der Fernsehsender SKAI, auch an der von Kasidiaris Partei teilgenommen haben.

## Wahlergebnisse
| Jahr | Wahl                     | Stimmenanteil | Sitze  |
| ---- | ------------------------ | ------------- | ------ |
| 2023 | Parlamentswahl Juni 2023 | 4,68 %        | 12/300 |